# Борискин, Фёдор Иванович
Фёдор Иванович Борискин (1909—1943) — ефрейтор Рабоче-крестьянской Красной Армии, участник Великой Отечественной войны, Герой Советского Союза (1943).

## Биография
Фёдор Борискин родился в апреле 1909 года в селе Корино (ныне — Шатковский район Нижегородской области) в крестьянской семье. Мордвин-эрзя. Получил начальное образование, работал в колхозе. В 1933 году с семьёй переехал в Среднюю Азию, работал на стройках, был бригадиром каменщиков и штукатуров. В 1938 году вернулся в родное село, работал в колхозе. С 1940 года проживал в посёлке Зелёный Городок Первомайского района Горьковской области, был извозчиком. В апреле 1941 года был призван на службу в Рабоче-крестьянскую Красную Армию Первомайским районным военным комиссариатом. С того же года — на фронтах Великой Отечественной войны. Участвовал в боях под Ленинградом, трижды был ранен. К сентябрю 1943 года ефрейтор Фёдор Борискин был наводчиком станкового пулемёта 1129-го стрелкового полка 337-й стрелковой дивизии 40-й армии Воронежского фронта. Отличился во время битвы за Днепр и освобождении Украины.
18 сентября 1943 года, во время боя за освобождения города Лубны Полтавской области, Борискин одним из первых в своём подразделении ворвался в город, установил пулемёт на его центральной улице и уничтожил около взвода немецких солдат и офицеров, что обеспечило продвижение вперёд пехотных частей. Также участвовал в форсировании Днепра к югу от Киева, обеспечивая переправу советских подразделений. Во время боёв на западном берегу Днепра лично уничтожил немецкий пулемёт и снайпера. В ноябре 1943 года пропал без вести, по некоторым данным, погиб 22 ноября 1943 года к югу от города Белая Церковь Киевской области. В 1960-е годы был переучтён как погибший.
Указом Президиума Верховного Совета СССР от 13 ноября 1943 года за «мужество и героизм, проявленные при форсировании Днепра и удержании плацдарма» ефрейтор Фёдор Борискин был удостоен высокого звания Героя Советского Союза с вручением ордена Ленина и медали «Золотая Звезда».
Имя Борискина присвоено школе в посёлке Зелёный городок.